# Borodinó (Khakàssia)
Borodinó - Бородино (rus) - és un poble de la República de Khakàssia a Rússia, el 2011 tenia 1.892 habitants. Pertany al districte de Bograd.